# Jacksonena
Jacksonena é um género de gastrópode  da família Camaenidae.
Este género contém as seguintes espécies:
- Jacksonena delicata
- Jacksonena rudis